# フクロウオウム
フクロウオウム（梟鸚鵡）またはカカポ（マオリ語: kākāpō（カーカーポー）「夜のオウム」; 学名: Strigops habroptilus）は、ニュージーランド固有の夜行性オウムの一種である。世界で唯一の「飛べないオウム」であること（厳密にはバランスを取るために僅かに翼が使用できる）、最も体重が重たいオウムであること、レックという繁殖法をもつ点が大変大きな特徴である。また、世界で最も長生きするオウムかも知れないと考えられている。
フクロウオウムは、フクロウオウム亜科（Strigopinae）フクロウオウム属（Strigops）に属し、近縁はミヤマオウム属と考えられている。
絶滅の瀬戸際に瀕する種であり、現在確認されている個体数は百数十羽程度である。その個体すべてに名前がつけられ、ニュージーランド国内で手厚い保護の下に置かれている。詳細については#保全節を参照のこと。
フクロウオウムは飛ぶことができない。もともとニュージーランドには陸生の哺乳類が全くいなかったため、そこに大きなニッチが存在していた。フクロウオウムは、他の地域におけるウサギなどに相当するような、“小型の地上性草食獣”のニッチに入り込む形で、陸上生活に適応し、飛ぶ能力を捨てたものであると考えられる。
9世紀以降、ポリネシア人とヨーロッパ人による移住・植民によってネコやネズミ、イタチなどの捕食者が侵入し、さらにヨーロッパ系移民による牧場開発に伴う環境破壊もあって、フクロウオウムの多くが死滅してしまった。1890年にフクロウオウムに対する保護の努力が始まったが、1980年の「フクロウオウム保護計画」が始まるまでは、はかばかしい成果は上げられなかった。生存する全てのフクロウオウムは肉食獣のいない二つの島、フィヨルドランド南西部に位置するチャルキー島とスチュワート島付近のコッドフィッシュ島へ移され、厳重な観察下に置かれている。
オコジョ（イタチ種）駆除後のアンカー島、ポリネシアネズミ駆除後のリトル・バリア島でも飼育されている。

## 特徴

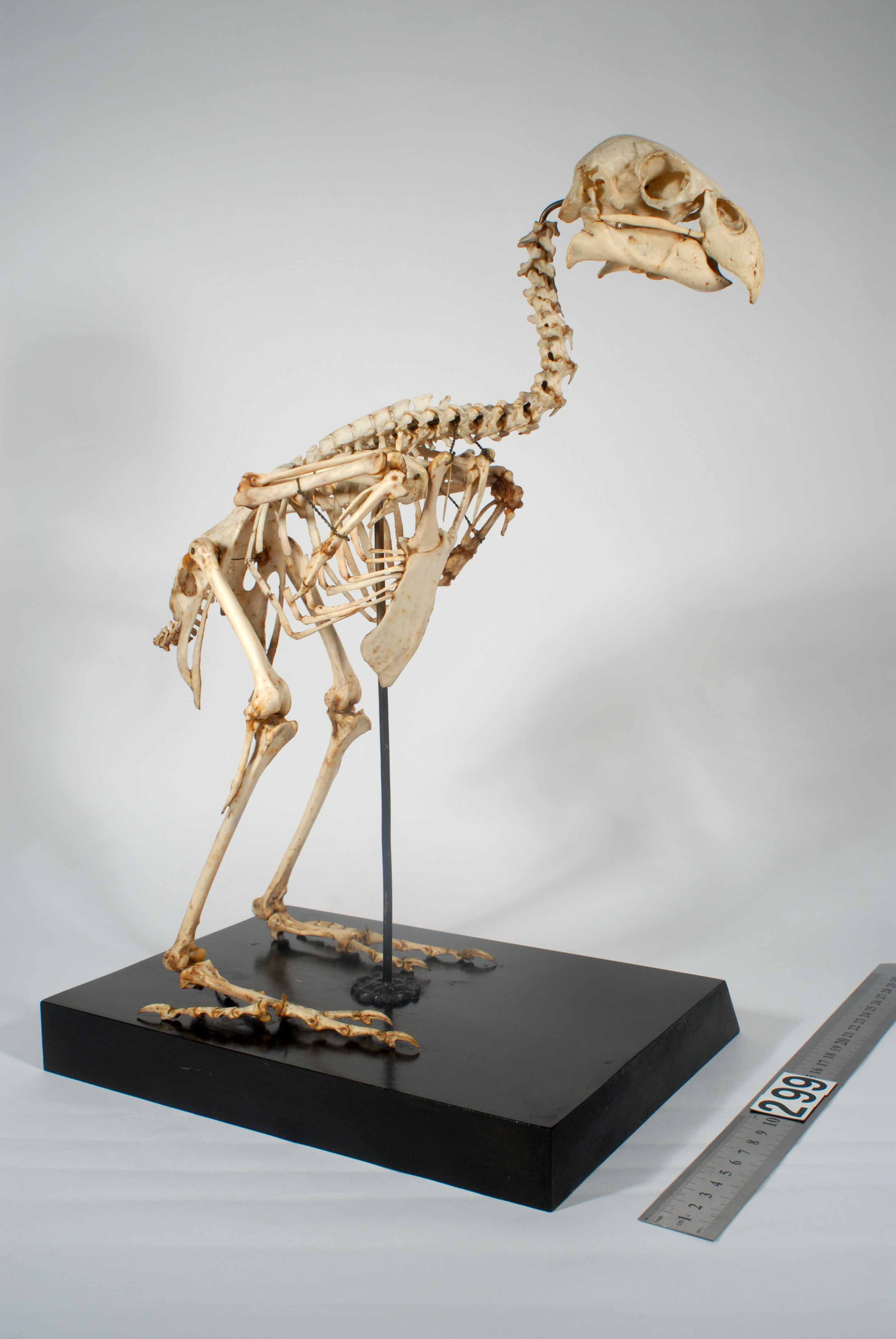
全身骨格

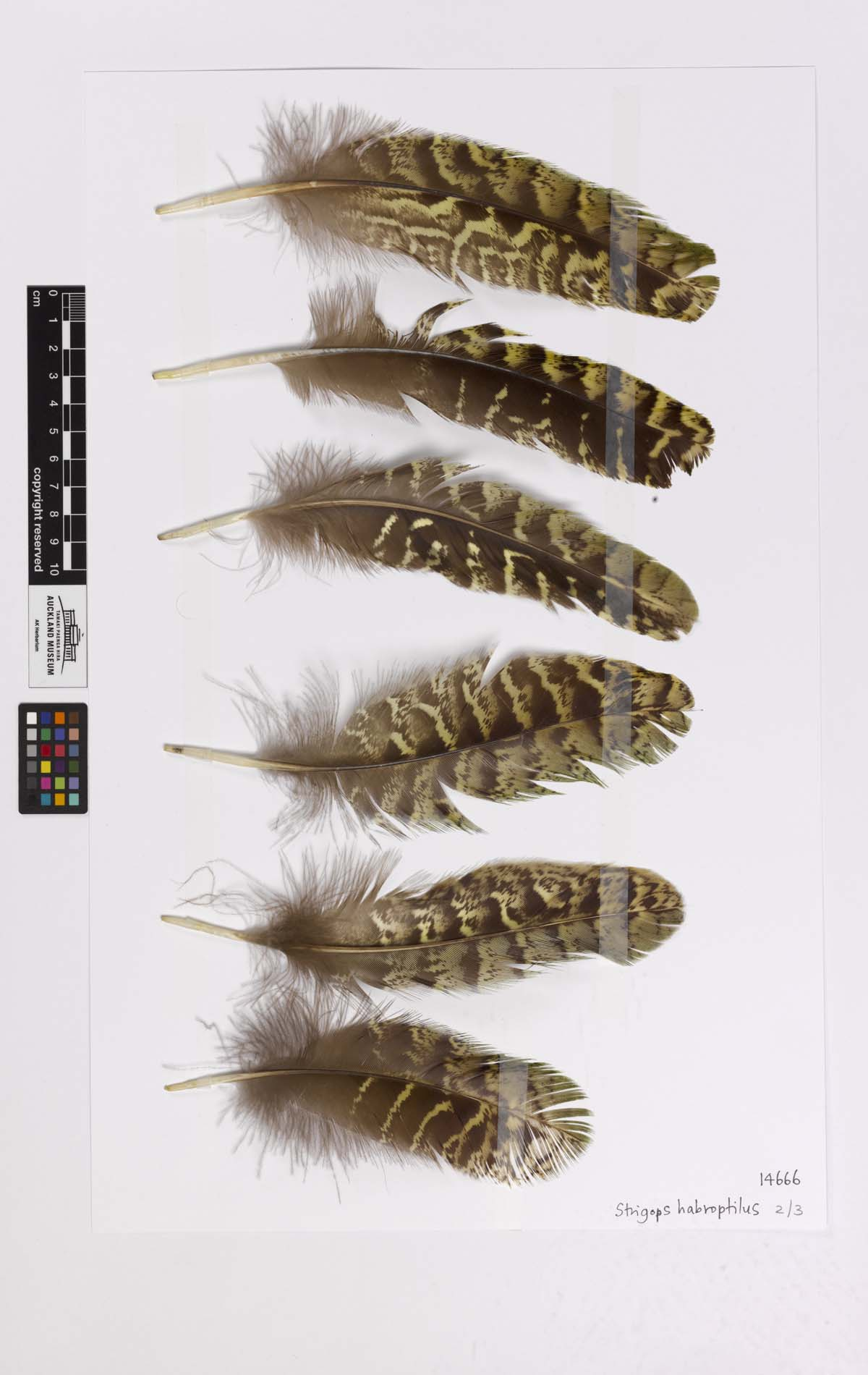
羽毛

大きな太ったオウムで、オスの成体で体長が60cmに達し、体重は3～4kgである。その大きさに対して小さな翼しか持っておらず、鳥が飛行するために必要な筋肉につながる竜骨突起が退化しているため、飛行能力は皆無に等しい。翼は、ジャンプの際にバランスをとったり、体を支えたり、木から跳び降りるときに落下を和らげるために使う程度である。他の陸上性の鳥と違い、エネルギーを蓄えるために、体の大半に脂肪を蓄積することが可能である。
背中には黒の縞模様の入ったモスグリーンの羽を持っており、草木の中にうまく紛れ込む。羽は飛ぶための強さと硬さが不要なため、きわめて柔らかい。その下腹部、首と顔は黄色がかっている。顔は平面的で、フクロウの顔に似ている。そのため、初期のヨーロッパの移民から「フクロウオウム」と呼ばれた。くちばしの周囲には繊細な「ひげ」が生え、頭を下げて地面を歩く時には、地面を感知するのに役立っている。常に地上にいることから、尾羽の端は地面を引きずっていることが多い。
くちばしは、食物を細かくすりつぶすことができるようになっているため、同じような大きさの他の鳥と比較すると、砂嚢は非常に小さい。足は大きく、羽毛が生えておらず、うろこ状の皮膚がむき出しになっている。全てのオウム類同様に対趾足（前に2本、後ろに2本）で、特に木などに登るのに役立つ。
夜行性であり視覚にはあまり頼れないため、かなり発達した嗅覚を持っている。これによって、食物を探し当てることができる。この能力はオウムの仲間で唯一の事例である。体から強い芳香を発しており、カカポの最も大きな特徴の一つとされている。その芳香は、骨董バイオリンケースの内部、花、蜂蜜、エアフレッシャーなどとさまざまに形容される。カカポのかなり発達した嗅覚を考えると、この芳香は、個体間での識別信号であると考えられている。しかし、この芳香は、しばしば捕食者に対して無防備な状態を招きがちで、このことも、カカポの数が減少している一因となっている。

## 繁殖

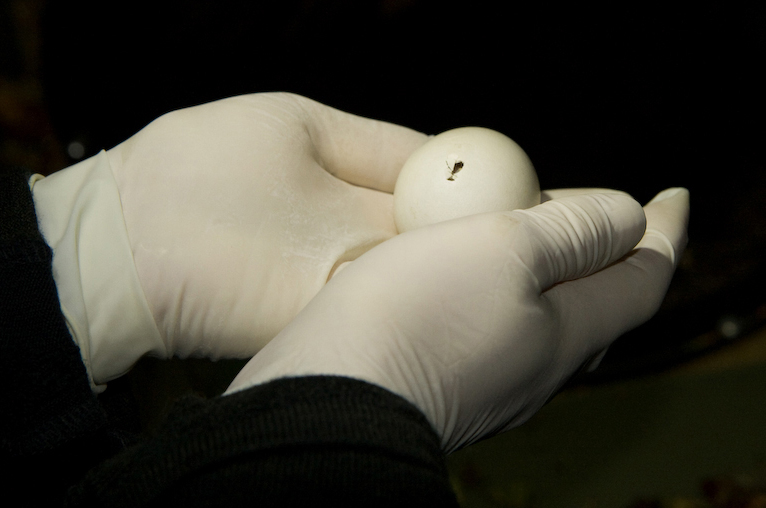
孵化している卵

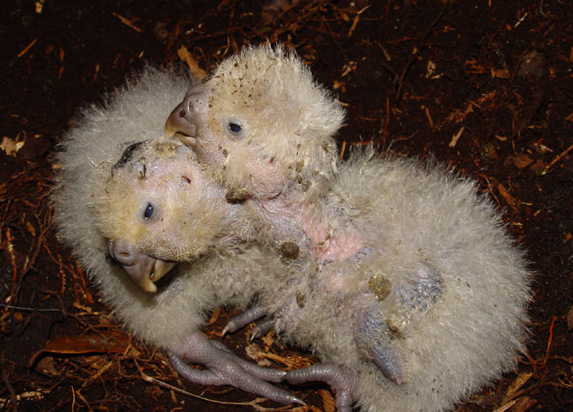
2匹のひよこ

カカポは世界で唯一「レック」と呼ばれる繁殖方法を有するオウムである。オスがゆっくりと、「レック」という競技場に集まり、互いに、メスを魅了し、つがいになるべく競い合うのである。メスは「レック」に現れると、オス達の「ディスプレイ」を観察する。メスたちはオスのディスプレイのできばえに基づき、つがいになるオスを選ぶのである。すなわち、メスたちは他の普通の鳥のように、オス達によって個別に追い駆けられることはない。つがいになるためだけに、オス達とメス達が「レック」で出会うのである。
繁殖期になると、オス達は普段の縄張りを離れ、丘の上や地面が盛り上がったところへ集まり、メスとつがいになるための「庭」を形成する。これらの「庭」はカカポの通常の縄張りから7kmほどのところに形成され、「レック」の中では50mほどの間隔がとられる。オス達は繁殖期の間この「レック」の区域で繁殖期を過ごす。交尾期が始まると、オス達は巣を確保するために戦いに取り掛かる。オス達は逆立てた羽、広げた翼、開けたくちばし、立てた爪そして大きな金切り声と唸り声で、互いに立ち向かうのである。戦いは怪我によって終わるようだ。
複数のオスによって「レック」の地表に掘られる各々の「庭」は、深さ最高10センチ、長さ約50センチ（体長の半分ほど）の、一連のボウルのような落ち込みで形成される。各々の「庭」は、丘の頂上を中心とした半径約20メートル以内の範囲で、長さ約50メートルの小道で接続されている。オスはこまやかに「庭」の中と周辺のゴミを片づける。研究者が、「庭」が夜に使われているかどうかを調べる1つの方法として、「庭」の中に2、3本の小枝を置くことがある。オスが一晩のうちにその「庭」を使用しているなら、オスはくちばしでそれらを拾いに行って、それらを投げ捨てることが判明している。
メスを引きつけるために、オスは「庭」の中で、胸嚢をふくらますことによって、大きい低周波の唸り声でメスを呼ぶ。胸嚢が膨らみ、ボリュームが増幅された低いうなり声となる。一連のおよそ20回の大きな唸り声の後、一旦ボリュームは低下する。再びオスは頭を降ろして、その胸嚢を膨らまし、唸り声をもう一回発する前に、少しの間頭を下げる。唸り声は静かな夜には、少なくとも1kmにわたり響きわたり、そして、風によって5kmほどの遠くに響くことがある。オスは、一晩に平均8時間ほど唸り声をあげ続ける、したがって各々のオスは、この時間に無数に唸り声をあげると考えられる。この行動は毎晩3～4ヵ月の間続くと考えられる。この行動により、体重の半分を消費する。唸り声が異なる方向で出されるように、「庭」の窪みの中でたびたび向きを変える。
メスは、競争しているオスの唸り声に引きつけられる。そしてメス達も、なわばりからオス達のいる所まで数kmを歩く必要がある。そこで、一羽のメスは一羽のオスの「庭」に入る。オスは体を左右に揺らして、くちばしを打ち鳴らして騒ぐ「ディスプレイ」をする。オスは背中をメスに向けて、翼を広げて、メスの方へ後ろ向きに歩く。メスの前では興奮しており、メス以外のものにも交尾をしようとする。交尾のメカニズムに関してはまだよくわかっていない。一旦2羽が交尾をすると、メスは卵を産んで、ひなを育てるために自分のなわばりへともどる。オスはまた他のメスをひきつけるために唸り声をあげつづける。
メスは一度に1つから4つ程度の卵を産む。メスたちは、地上で草の茂みや樹木の洞に巣を作る。メスたちは抱卵は良くするが、毎晩、餌を探しに卵から離れることがある。そのため、捕食者によって卵が食べられることも多く、親鳥のいない間に卵が凍死してしまうこともある。卵は通常30日程度で孵化する。灰色のひなは、卵の時と同様、まったくの無力である。若鳥も成鳥と同様、捕食者に食べられることがある。ひなは羽が生えそろって10～12週間目くらいで巣立つ。巣立ったひなが成長し独立するにしたがって、親鳥も次の繁殖行動に取り掛かることができる。その時期はおよそ半年である。
長寿であるため、繁殖するまで「青春時代を楽しむ」のである。そのため生後9年から11年に経たないとオスはメスへの繁殖行動をとらない。繁殖までの時間が極めてかかるが、寿命は60年ほどであると考えられている。そのため、鳥の中では最も繁殖率の低い種である。果実のような餌が豊富な年しか繁殖行動をとらない。リムの木実は主要な食物になるが、この実は3年から5年毎にしかならない。このため、たとえばリムの木だけの森があるコッドフィッシュ島では、カカポの繁殖はまれに行われるにすぎない。

## 環境と生態
カカポの先祖がニュージーランドに来たのは今から100万年ほど前の第四紀である。そのときには他のオウムと変わらない普通のオウムであったと推測される。時が経つにつれ大きさが次第に増し、体重が増えやがては飛行能力を喪失したのである。しかし興味深いことにニュージーランドには野生の哺乳類が3種のコウモリ以外はいなかったのである。そのため、鳥たちが、他の地域では哺乳類が進出している生態的地位へも進出していった。人類がこの島々へ渡来するまでは、カカポの進化は成功し、ニュージーランドに100万羽生息していたと考えられる。
かつては、ニュージーランドの3つの主な島中に進出したのち、低木地と海岸の地域や、podocarps（rimu、マタイ、kahikatea、totara）、ブナ、タワとラータが主な植生の森林などに生息していた。彼らは、特に森の周辺部と一層、重い果実のなる広い多様性ある森のコンパクトなエリアに生息した。フィヨルドランドの、雪崩の領域の「ファイブフィンガー」「ワインベリー」「ブッシュロイヤー」「チュチュ」「ヘベ」「コプロマス」などの果実がなる地域は、「カカポの庭」として知られていた。
夜行性なので、昼間は木の下の茂みに身を隠して、夜になると餌をもとめてなわばりを歩き回る。飛ぶことはできないが、木に登ることには優れる。どんなに高い木にも登った。カカポが木の高いところから翼を広げて「パラシュート」で降りていくことも知られる。そして、林床に穏やかに着地する。飛ぶ能力を失ってカカポは非常に強い足を発達させた。一夜の給餌の間に、彼らは数キロメートル歩くと考えられ、さらに300mの丘を上へ下へと移動する。かなりの速度で走れるが、長距離を速く移動することはできない。
通常、草食で、自生している多種多様な植物を食べる。果実、種、花粉、樹液さえ食べる。特にリムの木の果実を好み、たくさん実っているときはシーズンをとおして食べ続ける。足で葉をつかみ、可食部をクチバシではいで食べ、残した繊維質の部分を丸めて捨てる。それはまるで人間がアーティチョークのやわらかい部分だけを食べる方法と似ている。植物繊維の小さい塊はカカポの存在を示す特徴的な証拠である。時折、昆虫と他の無脊椎動物を食べるのも観察された。
好奇心旺盛で、個体間が離れたところで生息しているので、人間との接触を楽しんでいるようである。保護センターのスタッフとボランティアが接触した時には、それぞれの個体に豊かな個性があることが確認された。
多くのオウムと同様に、広範囲にわたる呼び出しを色々な目的のために使っている。彼らの繁殖期の「唸り声」と「くちばしを鳴らすこと」に加えて、仲間に居場所を知らせる、「skraark」も知られている。
逆に、なかった行動はというと、捕食者あるいは脅威に対する反応である。身の危険を感じた時、森の中でじっとして身を隠そうとした。これは、ニュージーランド在来の捕食者（巨大なワシの仲間ハーストイーグル）から身を守るのには有効な戦略であったのだが、この戦略は優れた嗅覚に頼る新たな捕食者に対しては役に立たないため、絶滅に対する懸念はさらに大きくなっている。

## 保全
カカポの生息数は、ニュージーランドに人間が住むようになってから、かなり減少した。1891年に保護対策が絶滅を防ぐために試られて以来、最も成功した計画は1989年に実行された「カカポ保護計画」だった。

### 人が及ぼした影響
カカポが減少した最初の要因は、1000年前の人間の到着だった。ポリネシアからのマオリ人は食物のために、または皮膚と羽毛を目当てにカカポを捜しだした。そして、それは豪華なケープになった。彼らも、耳飾りとして乾燥したカカポの頭を使った。その抵抗しないおとなしい性質と強烈なにおいと、危険に直面するとうずくまる習性で、カカポはマオリ人のもちこんだイヌの格好の餌食になった。また、彼らの卵とひなは、マオリ人がニュージーランドに持ちこんだポリネシアネズミによって減少に拍車がかかった。さらにまた、マオリ人が植生を計画的に整頓したことが、カカポが住むのに適した範囲を減らした。ヨーロッパ人が到着する頃には、島の多くの地域で絶滅していた。

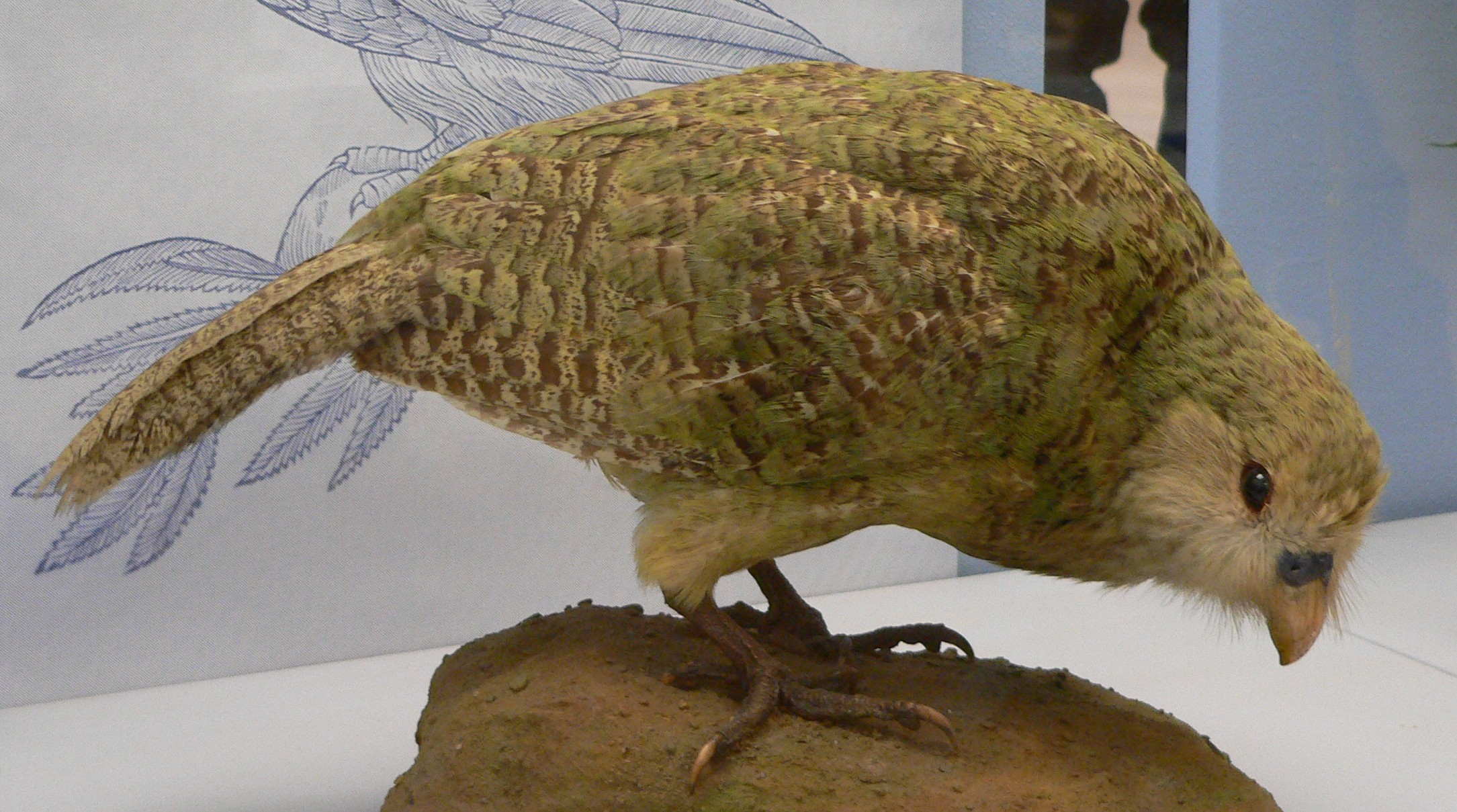
たくさんのフクロウオウムの標本が世界中の博物館のために採集された。

1840年代から、ヨーロッパからの白人系移民は耕作と放牧のために膨大な土地を収容した。そして、さらにカカポとその生息地を危うくした。彼らもネコ、イタチ、クマネズミなど、それまでをはるかに上回る多くの種類・数の哺乳類の捕食者を持ちこんだ。これらは若い個体と成体のカカポを捕食した。大英博物館のジョージ・グレイが1845年に皮革標本をもとに記載するまで、ヨーロッパ人はカカポについてほとんど何も知らなかった。マオリ人のように、初期のヨーロッパの開拓者と飼っていたイヌはカカポを食べた。1800年代後期に、カカポは科学的な好奇の対象として有名になり、動物園、博物館、またはコレクターのために捕獲、もしくは捕殺されていった。大部分の捕獲個体は数ヶ月以内に死亡した。少なくとも1870年代から、コレクターはカカポが個体数を減らし絶滅しつつあることを知っていた。だが、彼らの関心は絶滅する前にカカポを蒐集することに向けられていた。
1880年代に、ウサギの数を減らそうとして、シロテン、フェレットなどのイタチ類がヨーロッパから移入され、ニュージーランドでかなり放された。彼らも、カカポを含む多くのニュージーランドの固有種に重大な脅威を与えた。他の帰化動物（例えば導入されたシカ）は、またカカポと食物を争って、若干の植物種の絶滅を引き起こした。

### 初期の保護の努力
1891年に、ニュージーランド政府は、フィヨルドランドのリゾリューション島を自然保護区に指定し、1894年にリチャード・ヘンリーを管理人に任命した。熱心な自然主義者であるヘンリーは、ニュージーランドの鳥が持ち込まれた捕食者、特にネズミとシロテンによって減少していることを知った。彼はリゾリューション島のような捕食者のいない島の価値に着目して、カカポとキーウィをこの島に移すことにした。彼は6年間に200羽以上カカポをリゾリューション島の方へ移した。しかし、1900年までにシロテンはリゾリューション島に泳いで移住し、6年以内で全てのカカポを殺しつくした。
1903年に3羽のカカポがリゾリューション島からオークランドの北東部のハウトュル島自然保護区まで移されたが、野生化した猫が生息していたためカカポは観察されなくなった。1912年に、3羽のカカポがウェリントン北西の保護区カピュティ島に移された。そこにも猫が生息していたが1936年までには1羽が生き残っていた。
しかし、第一次世界大戦と大恐慌という世界的出来事によって、保護運動への関心は下がった。ほとんどの人々の関心がよそに移っている間にカカポの個体数は激減した。1920年代までにカカポは北島から絶滅し、南島でも個体数は激減し、生息域は狭まっていった。もはや彼らの最後の生息域は険阻なフィヨルドランドだけとなった。そこでは1930年代の間には彼らは目撃され、鳴き声なども聞かれていたが、しばしばハンターや登山者によって食べられた。1940年になるとカカポに関する報告は聞かれなくなった。

### ニュージーランド野生生物サービス
1950年代に、ニュージーランド野生生物サービスは設立され、大部分はフィヨルドランド現在南島の北西部のカフランギ国立公園であたることで、カカポを捜すために定期的な調査を開始した。1951年から1956年の間に行われた7度のフィヨルドランドの調査で、カカポが生息している兆候を見つけ出した。1968年、ついにカカポは捕えられて、フィヨルドランのミルフォードサウンド担当区域で放された。植物資源を食い荒らす帰化動物の鹿やシャモアが（他の場所でもそうだが）の脅威ゆえに、カカポを隔離する決定がなされた。1961年に6羽のカカポが捕獲され、1羽が放され、5羽が北島のマウントブルース野鳥保護区近くの鳥小屋に移された。数ヶ月のうちに4羽が死に、5羽目も5年後に死んだ。それから続いた12年間の定期調査では、カカポが生息する兆候を発見したものの、それはカカポの継続的な減少を示していた。この年に1羽のカカポが発見され1967年に捕獲された。隔離環境でのカカポの保護技術が改良されたことで楽観的な見通しがあったにも拘わらずその1羽は翌年に死んだ。
1970年代初期までにはカカポが生き残ったかどうかははっきりしなくなった。しかし、ヘリコプターの登場は、それまで近づくことのできなかった所への調査を可能にした。1974年前半に、2羽のカカポがミルフォードサウンド集水域で捕えられて、南島の北の、マールボロサウンズのモード島の方へ移された。2羽が異なるサイズであったので、片方がメスでもう片方がオスであることが期待された。メスだと考えられていたほうが1977年に犬に殺されたあと、検死でそれがオスであることが判明した。
1974年の終わりに、調査隊は何羽かのカカポを発見し、初めてカカポの「唸り声」を科学的に観察した。ドン・マーティンの率いた観察ではカカポが「レックシステム」で繁殖していることが初めて考察された。1羽は1975年にミルフォード地域に隔離され、「リチャード・ヘンリー」と命名され2005年まで生きた。この個体は50歳だったと判明した。1976年に4羽のオスのカカポがミルフォードサウンドとなりの集水域のトランジットバレーで捕獲された。
1974年から1976年まで、14羽のカカポが発見された、しかし、全てオスであることが明らかとなった。これは、巣を作っている間、おそらくシロテンに殺されて全てのメスが死んだとされ、これによりこの種がすでに機能的絶滅となった可能性が浮上した。野生生物サービスが1951年から1976年まで発見した全ての鳥は、ほとんど垂直の絶壁が側面に並んでいて、高い山に囲まれているU型の氷層でおおわれた谷にいた。そのような最果ての地形は鹿とオポッサムのような帰化哺乳類による侵略を阻んでいた。そして、そのような外部の影響をまだ受けずに残った自生の植物の孤島にいた。しかし、ここでさえシロテンは侵入しており、1976年までにカカポは谷床からいなくなり、ほんの少しのオスだけは崖で最も近づきがたい高所で生き残っていた。
1951年以来、カカポの捜索隊は南島へ登り、時折は北島へも登った。1977年まではスチュワート島へは探検隊は行っていなかった。1949年に政府職員がカカポを目撃し、その羽を採取したにもかかわらずである。1970年には鹿の猟師がカカポの写真を撮り、それを、報告を無視しているようだった森林局職員に報告した。1977年の探検隊はカカポの「トラック」と「庭」を初めて見つけ、数ダースの個体を捕らえ、その中にはメスがいるのではと期待した。1980年に口輪をつけた犬が多くのカカポを見つけ出し、その中には5羽のメスがいて、隔離された。全体的な個体数は100から200に推定された。
スチュアート島にはシロテンと他のイタチ類がいなかったが、野生の猫がかなりの率でカカポを殺していたと判明した。1980年と1981年の間に、3羽のメスと1羽のオスは「リチャード・ヘンリー」にあわせるためにモード島の方へ移された。そして、唯一のフィヨルドランドのカカポがまだ生きていた。1977年と1982年の間で、猫はスチュアート島の上で確認されたカカポの50%を殺した。そこで、1982年に、11羽のオスと7羽のメスはハウチュル島へ再配置され、そこでは野生の猫は1980年に根絶された。彼らは、モード島からの「リチャード・ヘンリー」と3羽の生き残っているスチュアート島の個体とともに加えられた。モード島からの彼らの除去は、妊娠したシロテンが本土から900mの距離を泳いで横断したことが発見されたために行われた。
スチュアート島のラキウラの北西にあるコッドフィッシュ島から、1987年には、ポッサムは根絶され、そして、10羽のメスと20羽のオスは1987年と1992年の間でスチュアート島からコッドフィッシュ島と移された。更なる2羽のメスと3羽のオスはモード島の方へ移された。そして、以後、1989年と1991年の間に、そのシロテンの仲間を根絶した。1995年までに、カカポの既知の個体数は50羽となり、そのうち19羽がメスだった。

### フクロウオウム保護計画

フクロウオウム保護計画で増えた個体数、矢印は繁殖出来た年。

1989年にカカポ保護計画が発展し、カカポ保護グループが、その実行のために設立された。ハウトゥル（リトル・バリア）島では、カカポがいた7年間繁殖が起きなかったため、メスたちの補助的な餌付けが始まった。1991年に4羽が卵を産み、2羽が孵化に成功した。コッドフィッシュ島では1992年に初めて繁殖したが、リムの果実に想定外の打撃があり熟さなかった。3羽の栄養失調のヒナがオークランド動物園に運ばれたが、ここで2羽が死んだ。残った1羽は「ホキ」と命名され、人手で育てることに成功し、モード島に放された。
5年前は、どのカカポも幼鳥だったが、1997年にはコッドフィッシュ島のカカポはつがいを作るようになった。ふたたびリムが結実に失敗したが、母鳥の補助的な給餌によって3羽のヒナが産まれた。「リチャード・ヘンリー」は1996年にハウトゥル（リトルバリア）島からモード島に戻され、1998年に3羽のヒナを産んだ。これは南島の遺伝子を持つ最初の幼鳥である。
コッドフィッシュ島とハウトゥル（リトルバリア）島はネコ、イタチ、クマネズミ、ドブネズミはいなかったが、それより小型なポリネシアネズミが両島には生息していた。ポリネシアネズミもカカポの卵とヒナを捕食し、さらに食物でもカカポと競合するとは、当初知られていなかった。この理解をもって、保護計画においてコッドフィッシュ島からネズミを根絶する措置が講じられた。同時にカカポをハウトゥル（リトルバリア）島からモード島へと移すことが決定されたが、それはネズミだけが理由ではなく、補助的な給餌の後に、2羽しか巣立ちしておらず、またでこぼこした地形が厳重な管理を難しくしていたからだ。
これらの計画による運動は、望外の結果を生んだ。1999年に移動のためにカカポたちをハウトゥル（リトルバリア）島で捕獲した後、1984年以来発見されていなかった1羽のメスの個体が3つの卵とともに発見されたのだ。ヒナの保育は完全に人工的に行われ、3羽のメスが巣立ちした。
1988年にはコッドフィッシュ島の近くのパール島に、2年間カカポが移された。その間コッドフィッシュ島でネズミの薬殺が行われた。パール島にはネズミや肉食鳥であるウェカ（クイナの一種）がいたにも拘わらず、1999年には5羽のメスのカカポが卵を産んだ。卵は人工保育に移され、3羽のヒナが巣立ちし、年間で6羽となった。これらの期間にカカポの個体数は50羽から62羽に飛躍した。